# Dongfeng EQ2050M
El Dongfeng EQ2050M es un coche de la empresa china Dongfeng Motor (DFM), el cual está basado en el Hummer H1 estadounidense.
Este coche utiliza el mismo motor que el Hummer estadounidense, con un motor propio de 150 CV de potencia y con un motor V8 diésel de 200 CV opcional.
Su precio es una tercera parte que el Hummer actual.